# Эскобар, Роландо
Роландо Эмилио Эскобар Батиста (исп. Rolando Emilio Escobar Batista; 24 октября 1981, Панама, Панама) — панамский футболист, полузащитник. Выступал за сборную Панамы.

## Клубная карьера
Эскобар начал карьеру выступая за клубы «Атлетико Насьональ» и «Чоррильо». В 2006 году он перешёл в «Тауро» в составе которого выиграл чемпионат Панамы. По окончании сезона Роландо покинул клуб и перешёл в венесуэльский «Депортиво Тачира». С новой командой он выиграл венесуэльскую Примеру уже в первом сезоне.
В 2008 году Эскобар перешёл в «Каракас». Со столичным клубом он во второй раз стал победителем первенства Венесуэлы.
Летом 2009 году Роландо вернулся на родину, где полгода провёл в «Сан-Франсиско». По окончании сезона Эскобар вновь переехал в Венесуэлу. Его новой командой стала «Депортиво Лара», в составе которой он выиграл Кубок Венесуэлы. Вторую половину сезона Роландо выступал за «Спортинг» из Сан-Мигелито, а затем перешёл в «Депортиво Ансоатеги». 29 января 2012 года в матче против «Минерос Гуаяна» он дебютировал за новую команду. 19 августа в поединке против «Португесы» Роландо забил свой первый гол за «Депортиво Ансоатеги». В 2013 году Эскобар во второй раз стал обладателем Кубка Венесуэлы.
Летом 2015 года Роналдо перешёл в американский «Даллас». 14 июня в матче против «Сиэтл Саундерс» он дебютировал в MLS. В начале 2016 года Эскобар вернулся в «Депортиво Ансоатеги».

## Международная карьера
В 2006 году Эскобар дебютировал за сборную Панамы. В 2007 году он принял участие в Золотом кубок КОНКАКАФ. На турнире Роландо сыграл в матче против сборной Мексики. 12 сентября в товарищеском матче против сборной Венесуэлы он забил свой первый гол за национальную команду.
В 2009 году Эскобар во второй раз принял участие в розыгрыше Золотого кубка КОНКАКАФ. На турнире он сыграл в поединках против команд Никарагуа, Гваделупе, Мексики и США.
В 2013 году Роландо стал обладателем серебряных медалей розыгрыша Золотого кубка КОНКАКАФ, но на турнире был запасным и на поле не вышел.

### Голы за сборную Панамы
| #   | Дата             | Место                                          | Противник | Счёт | Результат | Соревнование      |
| --- | ---------------- | ---------------------------------------------- | --------- | ---- | --------- | ----------------- |
| 01. | 12 сентября 2007 | Олимпико Луис Рамос, Пуэрто-ла-Крус, Венесуэла | Венесуэла | 0:1  | 1:1       | Товарищеский матч |

## Достижения
Командные
«Тауро»
- Чемпионат Панамы по футболу — Апертура 2007

«Депортиво Тачира»
- Чемпионат Венесуэлы по футболу — 2007/2008

«Каракас»
- Чемпионат Венесуэлы по футболу — 2008/2009

«Депортиво Лара»
- Обладатель Кубка Венесуэлы — 2009/2010

«Депортиво Ансоатеги»
- Обладатель Кубка Венесуэлы — 2012/2013

Международные
Панама
- Золотой кубок КОНКАКАФ — 2013